# Martin Wilhelm Waldthausen
Martin Wilhelm Waldthausen (* 11. November 1795 in Essen; † 2. Oktober 1870 ebenda) war ein deutscher Kaufmann und Politiker. Er war Mitglied der einflussreichen Industriellenfamilie Waldthausen.

## Leben und Wirken

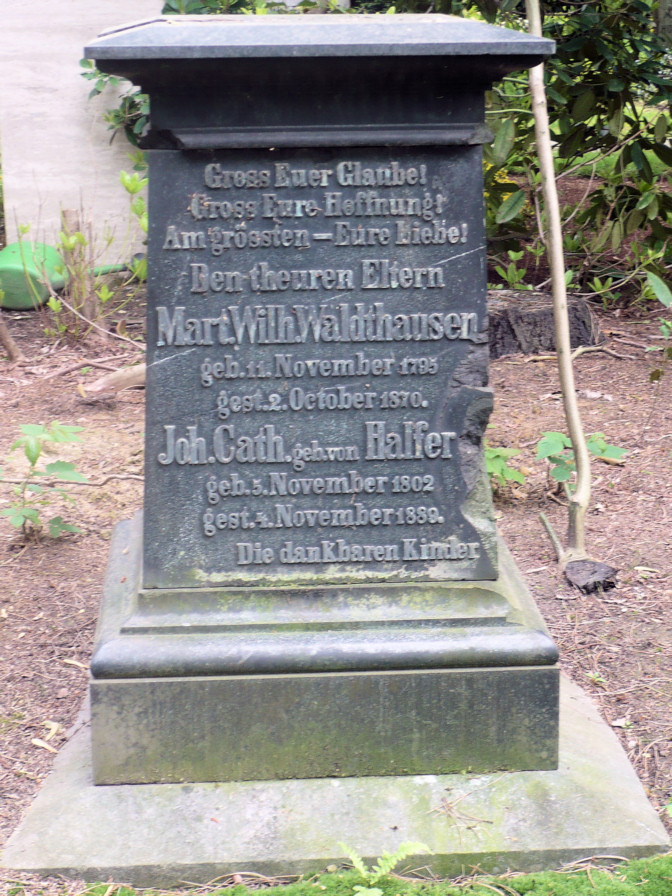
Grabmal auf dem Friedhof Bredeney in Essen

Martin Wilhelm Waldthausen war der Sohn eines Wollhändlers und Senators und verheiratet mit Joh. Cath. von Halfer. Im Unternehmen seines Vaters absolvierte er eine Ausbildung. Später machte er für diese Zeit ausgedehnte Geschäftsreisen nach Schlesien, Ostpreußen und Polen. Er engagierte sich intensiv für kommunale Belange. Dabei setzte er beispielsweise durch, dass der Bahnhof der Bergisch-Märkischen Eisenbahn-Gesellschaft, der heutige Essener Hauptbahnhof, 1862 südlich nahe der Stelle des ehemaligen Kettwiger Tors errichtet wurde. Vom 4. November 1826 bis zum 20. Juli 1854 war Waldthausen Magistratsmitglied und Ratsherr der Stadt Essen. Zudem war er Kreistagsdeputierter, Vorsitzender des Knappschaftsvereins und Presbyter der evangelischen Gemeinde. Er machte diverse Schenkungen.
Martin Wilhelm Waldthausen wurde auf dem Friedhof am Kettwiger Tor in Essen beigesetzt. Bei der Auflösung dieses Friedhofs wurde das Familiengrab um 1955 auf den Friedhof Bredeney überführt.